# You Lost Me
You Lost Me è il secondo singolo internazionale estratto dall'album Bionic della cantante statunitense Christina Aguilera. La canzone è stata scritta da Sia, Samuel Dixon e la Aguilera, e prodotta da Dixon. Viene trasmessa dalle radio negli Stati Uniti a partire dal 29 giugno 2010. Christina Aguilera ha dichiarato che questa canzone costituisce il "cuore dell'album" Bionic.
Christina Aguilera ha interpretato la canzone nella serata finale di American Idol, al The Today Show, al The Early Show, e al Late Show with David Letterman sulla CBS, e a Storytellers su VH1.
Il video musicale è stato girato alla fine del mese di giugno 2010. Il regista è Anthony Mandler. Il 22 luglio 2010 il video è stato ufficialmente pubblicato.

## Tracce
Download digitale
1. You Lost Me (Radio Remix) – 4:19

Digital Remix 1
1. You Lost Me (Hex Hector Mac Quayle Dub Edit) – 6:57

Digital Remix 2
1. You Lost Me (Hex Hector Mac Quayle Radio Edit) – 3:37

Digital Remix 3
1. You Lost Me (Hex Hector Mac Quayle Club Edit) - 6:53

## Classifiche
| Classifica (2010)   | Posizione massima |
| ------------------- | ----------------- |
| Belgio (Fiandre)    | 69                |
| Paesi Bassi         | 91                |
| Slovacchia          | 78                |
| Stati Uniti         | 119               |
| Stati Uniti (Adult) | 28                |
| Stati Uniti (Dance) | 1                 |